# Capriolo
Capriolo (lombardul: Cavriöl vagy Cavreöl) település Olaszországban, Lombardia régióban, Brescia megyében. Lakosainak száma 9389 fő (2023. január 1.). Capriolo Adro, Castelli Calepio, Corte Franca, Credaro, Palazzolo sull’Oglio, Paratico és Iseo községekkel határos.

## Népesség
A település népessége az elmúlt években az alábbi módon változott:
| Lakosok száma | 9405 | 9467 | 9389 |
|               | 2017 | 2018 | 2023 |